# J. C. Adams
J. C. Adams (* 6. Juni 1970 in Pittsburgh, Pennsylvania) ist ein US-amerikanischer Autor, Journalist, Blogger und Filmregisseur.

## Leben
Nach seiner Schulzeit besuchte er das La Roche College in Pittsburgh. 1992 zog er nach Kalifornien. Adams gründete das Unternehmen 500 Turtles Productions. Als Journalist berichtet er über Nachrichten aus der schwulen Pornoindustrie. Er war von 2000 bis 2002 Autor von Unzipped Monthly, von 2002 bis 2004 von Inside Porn Magazine, von 2005 bis 2008 von XXX Showcase und von 2005 bis 2008 von Adam Gay Video Directory. Gegenwärtig bloggt und schreibt Adams auf der Webseite GayPornTimes.com. Als Autor schrieb er zudem Bücher über die Pornoindustrie, unter anderem unter dem Pseudonym Benjamin Scuglia. Als Filmregisseur drehte er einige Filme. Adams wohnt gegenwärtig in Los Angeles, Kalifornien.

## Arbeiten (Auswahl)
Autor
- 1999: „Forest Fire“ Genre
- 2004: „Sex Pigs: Why Porn is Like Sausage, or the Truth is That-Behind the Scenes-Porn Is not Very Sexy“, Journal of Homosexuality, Taylor & Francis, ISSN 0091-8369, OCLC 438420527

Filmregisseur
- 2008: The Crew
- 2007: I T.K.O.
- 2005: Friends with Benefits
- 2005: Sex with Strangers
- 2004: Catch Me